# Gabra, Sofia
Gabra (în bulgară Габра) este un sat în comuna Elin Pelin, regiunea Sofia,  Bulgaria. 

## Demografie
Componența etnică a satului Gabra
     Bulgari (99,7%)
     Nicio identificare (0,3%)
     Altele (0%)
La recensământul din 2011, populația satului Gabra era de 1.092 locuitori. Din punct de vedere etnic, majoritatea locuitorilor (99,7%) erau bulgari. Pentru 0,3% din locuitori nu este cunoscută apartenența etnică.